# Hugo Stiglitz
Hugo Stiglitz López (Città del Messico, 28 agosto 1940) è un attore, sceneggiatore, regista e produttore cinematografico messicano.
Raggiunse l'apice della carriera tra gli anni settanta e ottanta, recitando in pellicole molto popolari come Tintorera (1977), Il triangolo delle Bermude (1978) e Incubo sulla città contaminata (1980).

## Biografia
Nato il 28 agosto 1940 nel quartiere Chapultepec di Città del Messico da madre messicana e padre austriaco, è il maggiore di sei figli. Dopo aver studiato presso il Collegio Tepeyac e, per alcuni semestri, alla Università Nazionale Autonoma del Messico nella facoltà di ingegneria civile, inizia a praticare con maggiore assiduità alcune discipline sportive a lui molto care come il calcio, il tennis e alcuni sport acquatici. Motivato da un forte spirito d'indipendenza, inizia anche a lavorare trovando impiego in una società di costruzioni, attività che lo porta, in un primo momento, a viaggiare molto fino a stabilirsi definitivamente ad Acapulco. Erano gli anni sessanta e proprio in quella città stava per iniziare un'epoca d'oro dove, celebrità come Elizabeth Taylor, Joan Collins, Stella Stevens, Johnny Weissmuller, John Wayne e Frank Sinatra amavano rifugiarsi per passare le loro vacanze e il loro tempo libero. Continuando a lavorare nel mondo delle costruzioni è proprio ad Acapulco che un giorno incontra René Cardona Jr., un suo vecchio amico d'infanzia che si trova lì per dirigere il film Las fieras.

### Carriera cinematografica
L'incontro con l'amico regista spinge l'intrepido Stiglitz a provare, quasi per gioco, il mestiere di attore nelle riprese di "Las fieras" e si concretizza con la realizzazione (sempre nello stesso anno) del film Robinson Crusoe (1970), in cui recita da protagonista. Il buon successo della pellicola dà inizio ad una proficua collaborazione tra i due artisti che si è poi protratta per molti anni a venire.
In Italia Stiglitz è conosciuto per aver preso parte a film come La notte dei mille gatti (1972), I sopravvissuti delle Ande (1976), Tintorera (1977), e ha ottenuto una certa notorietà nel 1978 quando ha impersonato il barbuto ed enigmatico capitano dello yacht maledetto de Il triangolo delle Bermude (1978). Nel 1980 è ancora in Italia per interpretare il protagonista del film Incubo sulla città contaminata di Umberto Lenzi.
Quentin Tarantino, nel film Bastardi senza gloria (2009), ha inserito nella sceneggiatura un personaggio di nome "Hugo Stiglitz", chiaro omaggio all'attore.

## Filmografia parziale
- Le avventure di Robinson Crusoè (Robinson Crusoè), regia di René Cardona Jr. (1970)
- I violenti (Los desalmados), regia di Rubén Galindo (1971)
- La notte dei mille gatti (La noche de los mil gatos), regia di René Cardona Jr. (1972)
- Le avventure di Miky Gioy il piccolo pirata (Un pirata de doce años), regia di René Cardona Jr. (1972)
- I sopravvissuti delle Ande (Supervivientes de los Andes), regia di René Cardona (1976)
- Tintorera (¡Tintorera!), regia di René Cardona Jr. (1977)
- Scimmia bianca - Il re della foresta (El rey de los gorilas), regia di René Cardona Jr. (1977)
- Il triangolo delle Bermude (El triángulo diabólico de las Bermudas),   regia di René Cardona Jr. (1978) (Accreditato come Hugo Stiglietz)
- Cyclone, regia di René Cardona Jr. (1978)
- Il massacro della Guyana (Guyana: Crime of the Century), regia di René Cardona Jr. (1979)
- I guerrieri del terrore (Traficantes de pánico), regia di René Cardona Jr. (1980)
- Incubo sulla città contaminata, regia di Umberto Lenzi (1980)
- Buitres sobre la ciudad, regia di Gianni Siragusa (1981)
- Sotto il vulcano (Under the Volcano), regia di John Huston (1984)
- Seminatori di morte (Matanza en Matamoros), regia di José Luis Urquieta (1984)
- Killing Machine (Goma-2), regia di José Antonio de la Loma (1984)
- Il tesoro dell'Amazzonia (The Treasure of the Amazon), regia di René Cardona Jr. (1985)
- The Pearl, regia di Alfredo Zacarías (2001)
- Instructions Not Included (No se aceptan devoluciones), regia di Eugenio Derbez (2013)
- American Curious, regia di Gabylu Lara (2018)